# USS Gravely (DDG-107)
El USS Gravely (DDG-107) es el 57.º destructor de la clase Arleigh Burke de la Armada de los Estados Unidos. Fue ordenado en 2002, puesto en gradas en 2007, botado en 2009 y asignado en 2010.

## Construcción
Autorizada su construcción el 13 de septiembre de 2002, a cargo del Ingalls Shipbuilding (Pascagoula, Misisipi), fue colocada su quilla el 26 de noviembre de 2007, botado el 30 de marzo de 2009 y asignado el 20 de noviembre de 2010. Su nombre USS Gravely honra al vicealmirante Samuel L. Gravely, Jr.

## Historial de servicio

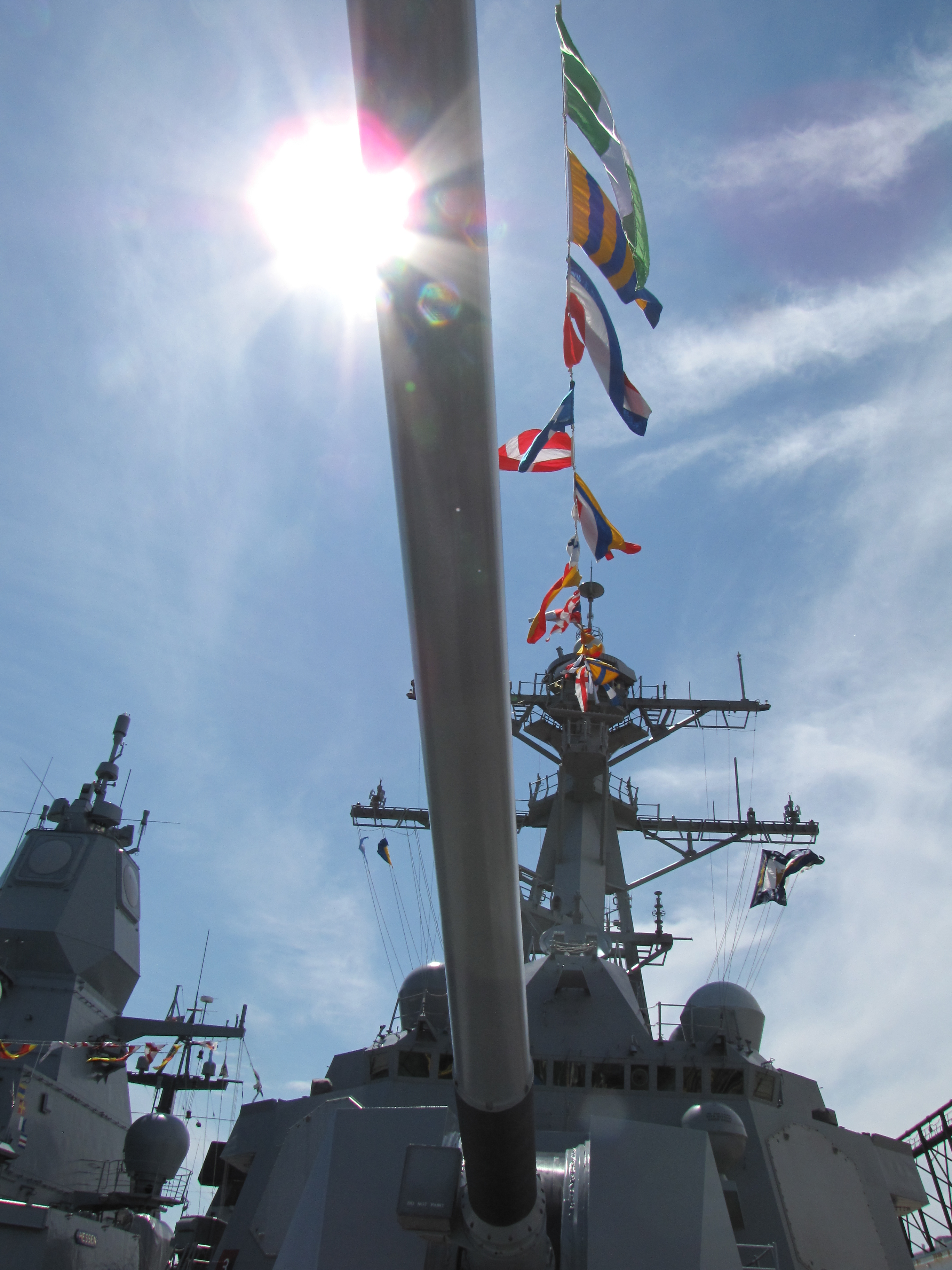
Vista de la proa del USS Gravely (DDG-107) en 2012.

Fue comisionado en 2017 en la base naval de Pearl Harbor, Hawái.
El 14 de octubre de 2023, poco después de iniciarse la Guerra Israel-Gaza de 2023, el secretario de Defensa de Estados Unidos, Lloyd Austin, dirigió al Dwight D. Eisenhower y su grupo de ataque de portaaviones, que incluye el crucero Philippine Sea, junto con el Gravely y los destructores gemelos Laboon y Mason, hacia el Mediterráneo oriental en respuesta a la guerra de Israel contra Hamás. Este fue el segundo grupo de ataque de portaaviones que se envió a la región en respuesta al conflicto, después del Gerald R. Ford y su grupo, que fue enviado sólo seis días antes.
El 31 de diciembre de 2023 combatientes hutíes, respaldados por Irán, atacaron el buque portacontenedores MV Maersk Hangzhou en el Mar Rojo e intentaron abordarlo. Helicópteros de la Armada estadounidense del USS Eisenhower respondieron a la llamada de socorro del barco y llegaron para ahuyentar a los atacantes y emitieron advertencias verbales a los atacantes, y los hutíes luego abrieron fuego contra los helicópteros.  En el proceso de responder a la llamada de socorro, Gravely derribó dos misiles balísticos antibuque disparados desde Yemen.
El 12 de enero de 2024, aviones del portaviones Dwight D. Eisenhower participaron en los ataques con misiles de 2024 en Yemen contra los rebeldes hutíes. Los misiles de crucero BGM-109 Tomahawk fueron disparados por el crucero Philippine Sea, así como por los destructores Mason, Gravely y el submarino Florida.